# Беркович, Марк Исаакович
Марк Исаакович Беркович (1914 — 1986) — советский кинооператор, кинорежиссёр, заслуженный деятель искусств Казахской ССР (1978).

## Биография
Родился 16 января (по старому стилю) 1914 года в семье одесского купца второй гильдии Ицко Эльевича-Лейбовича Берковича и Ревекки Беркович. В 1937 году окончил операторский факультет ВГИКа (мастерская Б. И. Волчека). С 1937 по 1956 год работал на студиях «Мосфильм» и «Моснаучфильм».
Во время Великой Отечественной войне служил фотокорреспондентом армейской газеты «За правое дело» Член СК СССР (1957)
С 1956 года и до конца жизни трудился на киностудии «Казахфильм», в 1970—1979 годах занимался педагогической работой при киностудии «Казахфильм». В творческом содружестве с режиссёром Ш. К. Аймановым снял художественные фильмы: «Мы здесь живём» (1956), «Наш милый доктор» (1958), «В одном районе» (1960), «Песня зовёт» (1961), «Алдар Косе» («Безбородый обманщик», 1965), «Ангел в тюбетейке» (1968), «У подножья Найзатас» (1969), а также «На диком бреге Иртыша» (1959, режиссёр Е. Е. Арон), «Крылья песни» (1966, режиссёр А. М. Мамбетов). Поставил и снял научно-популярные и хронико-документальные ленты «Пять лет спустя» (1962), «Второе рождение мукамов» (1966), «Алма-Ата» (1971), «Первые цветы» (1971), «С новым годом!» (1971), «Шакен Айманов» (1974), «Цветная металлургия» (1979), «Обелиск» (1982), «Новая площадь» (1982).
Является автором воспоминаний «Киноленты неоконченной жизни» (1985).